# لیکانتن
لیکانتن (به اسپانیایی: Licantén) یک شهرستان در شیلی است که در استان کوریکو واقع شده‌است. لیکانتن ۲۷۳٫۳ کیلومتر مربع مساحت و ۶٬۶۸۹ نفر جمعیت دارد و ۵ متر بالاتر از سطح دریا واقع شده‌است.